# Karel Šplíchal
Karel Šplíchal (* 14. listopadu 1946 Benešov) je český politik, na konci 20. století a v první dekádě 21. století poslanec Poslanecké sněmovny za ČSSD.

## Biografie
V roce 1964 dostudoval Střední všeobecnou vzdělávací školu v Benešově, Potom absolvoval Filosofickou fakultu Univerzity Karlovy (obor historie), kde v roce 1979 získal doktorát. Po dobu 15 let potom pracoval v učňovském školství. Po sametové revoluci získal počátkem 90. let aspiranturu na Fakultě tělesné výchovy a sportu Univerzity Karlovy. Dlouhodobě působil v podniku Vodní stavby a pak podnikal v cestovním ruchu.
Ve volbách v roce 1998 byl zvolen do poslanecké sněmovny za ČSSD (volební obvod Praha). Byl členem sněmovního výboru pro obranu a bezpečnost. Ve volbách v roce 2002 mandát obhájil. Zasedal opět ve výboru pro obranu a bezpečnost a byl členem zahraničního výboru. Poslancem byl zvolen i ve volbách v roce 2006. Byl místopředsedou zahraničního výboru sněmovny a členem výboru pro bezpečnost. V parlamentu setrval do voleb v roce 2010. V roce 2003 patřil mezi kritiky předsedy strany Vladimíra Špidly a jím prosazované reformy veřejných financí.
V roce 2009 patřil mezi signatáře takzvané Vyšehradské výzvy, v níž skupina politiků ČSSD kritizovala vedení strany za přílišnou orientaci strany na marketing, machinace při sestavování kandidátek do Sněmovny a absenci demokratických pravidel řízení.
V komunálních volbách roku 1994 neúspěšně kandidoval do zastupitelstva hlavního města Praha za ČSSD. Zvolen sem byl v komunálních volbách roku 1998. V komunálních volbách roku 1994 a komunálních volbách roku 2010 byl zvolen také do zastupitelstva městské části Praha 4 za ČSSD.